# Hôpital des Partisans à Krčagovo
L'hôpital des Partisans à Krčagovo (en serbe cyrillique : Партизанска болница у Крчагову ; en serbe latin : Partizanska bolnica u Krčagovu) est un lieu mémoriel situé dans le quartier de Krčagovo à Užice, dans l'ouest de la Serbie. Associé aux combats des Partisans communistes de Josip Broz Tito contre les nazis, il est inscrit sur la liste des monuments culturels d'importance exceptionnelle de la république de Serbie.

## Présentation
Au cours de l'automne 1941, les Partisans communistes de Josip Broz Tito réussirent à libérer de vastes territoires de l'occupation nazie ; ce fut le temps de l'éphémère république d'Užice. Immédiatement après la libération de ville d'Užice, le 24 septembre 1941, les Partisans installèrent leurs blessés dans l'hôpital municipal. L'hôpital reçut alors environ 300 blessés de guerre, assistés par une dizaine de médecins et chirurgiens. L'hôpital des Partisans fonctionna pendant un mois. Sur le bâtiment, une plaque commémorative a été apposée.